# Amerigoniscus malheurensis
Amerigoniscus malheurensis là một loài chân đều trong họ Trichoniscidae. Loài này được Schultz miêu tả khoa học năm 1982.